# Премия «Грэмми» за лучший современный альбом в стиле ритм-н-блюз
«Грэмми» в номинации «Лучший современный альбом в стиле ритм-н-блюз» присуждалась в период между 2003 и 2011 годами. Ежегодно Национальная академия искусства и науки звукозаписи США выбирала несколько претендентов за «художественные достижения, техническое мастерство и значительный вклад в развитие звукозаписи без учёта продаж альбома и его позиций в чартах».
Впервые эта награда была вручена на 45-й церемонии премии «Грэмми», до этого она являлась частью единой номинации — «Лучший альбом в стиле ритм-н-блюз». Данная категория содержала следующие критерии «свыше 51 % материала альбома должны составлять вокальные треки, исполненные в формате современного, вокального ритм-н-блюза», которые также могут включать «элементы, заимствованные из рэп-музыки».
Первой победительницей категории была певица Ашанти, которая получила статуэтку за одноимённый альбом. Лидером по количеству побед является певица Бейонсе, она выиграла по одной награде за каждый свой сольный альбом — три раза. Певец Ашер — единственный мужчина, кто побеждал в этой категории более одного раза. Бейонсе и Ни-Йо принадлежит рекорд по количеству номинаций — по три у каждого исполнителя. Кроме того, Бейонсе также была номинирована в качестве участницы группы Destiny's Child за альбом Destiny Fulfilled. Лидерами по количеству номинаций без побед являются Брэнди, Крис Браун, Джанет Джексон и Ар Келли, по две у каждого. Все победители в категории являются уроженцами Соединённых Штатов Америки.
В 2012 году номинация «Лучший современный альбом в стиле ритм-н-блюз» была упразднена в связи с тотальной реструктуризацией категорий «Грэмми», вновь став частью единой категории «Лучший альбом в стиле ритм-н-блюз».

## Список лауреатов
| \| Год[I] \| Портрет \| Победитель \| Альбом \| Номинанты \| Ссылка \| \| ------ \| ------- \| ------------------------- \| ------------------------ \| ----------------------------------------------------------------------------------------------------------------------------------------------------------------------- \| ------ \| \| 2003 \| \| Ашанти · ( США) \| Ashanti[англ.] \| - Брэнди — Full Moon[англ.] - Фэйт Эванс — Faithfully[англ.] - Floetry[англ.] — Floetic[англ.] - Мишелл Ндегеочелло[англ.] — Cookie: The Anthropological Mixtape[англ.] \| [4] \| \| 2004 \| \| Бейонсе · ( США) \| Dangerously in Love \| - Ашанти — Chapter II[англ.] - Мэри Джей Блайдж — Love & Life[англ.] - Энтони Хэмилтон[англ.] — Comin' from Where I'm From[англ.] - Ар Келли — Chocolate Factory[англ.] \| [5] \| \| 2005 \| \| Ашер · ( США) \| Confessions \| - Брэнди — Afrodisiac - Джанет Джексон — Damita Jo - Кристина Милиан — It's About Time[англ.] - Марио Винанс — Hurt No More[англ.] \| [6] \| \| 2006 \| \| Мэрайя Кэри · ( США) \| The Emancipation of Mimi \| - Амери — Touch - Destiny's Child — Destiny Fulfilled - Mario[англ.] — Turning Point[англ.] - Омарион — O \| [7] \| \| 2007 \| \| Бейонсе · ( США) \| B'Day \| - Крис Браун — Chris Brown - Джанет Джексон — 20 Y.O. - Келис — Kelis Was Here[англ.] - Ни-Йо — In My Own Words \| [8] \| \| 2008 \| \| Ни-Йо · ( США) \| Because of You[англ.] \| - Эйкон — Konvicted - Кейша Коул — Just like You[англ.] - Фантазия Баррино — Fantasia[англ.] - Эмили Кинг[англ.] — East Side Story[англ.] \| [9] \| \| 2009 \| \| Мэри Джей Блайдж · ( США) \| Growing Pains[англ.] \| - Джей Холидей[англ.] — Back of My Lac'[англ.] - Карина Пасиан — First Love - Ни-Йо — Year of the Gentleman - Джазмин Салливан — Fearless \| [10] \| \| 2010 \| \| Бейонсе · ( США) \| I Am... Sasha Fierce \| - Джейми Фокс — Intuition[англ.] - Pleasure P[англ.] — The Introduction of Marcus Cooper[англ.] - Трей Сонгз — Ready[англ.] - T-Pain — Three Ringz \| [11] \| \| 2011 \| \| Ашер · ( США) \| Raymond v. Raymond \| - Ар Келли — Untitled - Крис Браун — Graffiti - Райан Лесли[англ.] — Transition[англ.] - Жанель Монэ — The ArchAndroid \| [12] \| |         |                           |                          | |        |
| Год[I] | Портрет | Победитель                | Альбом                   | Номинанты | Ссылка |
| 2003 |         | Ашанти · ( США)           | Ashanti                  | - Брэнди — Full Moon - Фэйт Эванс — Faithfully - Floetry — Floetic - Мишелл Ндегеочелло — Cookie: The Anthropological Mixtape        | [ 4 ]  |
| 2004 |         | Бейонсе · ( США)          | Dangerously in Love      | - Ашанти — Chapter II - Мэри Джей Блайдж — Love & Life - Энтони Хэмилтон — Comin' from Where I'm From - Ар Келли — Chocolate Factory | [ 5 ]  |
| 2005 |         | Ашер · ( США)             | Confessions              | - Брэнди — Afrodisiac - Джанет Джексон — Damita Jo - Кристина Милиан — It's About Time - Марио Винанс — Hurt No More                 | [ 6 ]  |
| 2006 |         | Мэрайя Кэри · ( США)      | The Emancipation of Mimi | - Амери — Touch - Destiny's Child — Destiny Fulfilled - Mario — Turning Point - Омарион — O                                          | [ 7 ]  |
| 2007 |         | Бейонсе · ( США)          | B'Day                    | - Крис Браун — Chris Brown - Джанет Джексон — 20 Y.O. - Келис — Kelis Was Here - Ни-Йо — In My Own Words                             | [ 8 ]  |
| 2008 |         | Ни-Йо · ( США)            | Because of You           | - Эйкон — Konvicted - Кейша Коул — Just like You - Фантазия Баррино — Fantasia - Эмили Кинг — East Side Story                        | [ 9 ]  |
| 2009 |         | Мэри Джей Блайдж · ( США) | Growing Pains            | - Джей Холидей — Back of My Lac' - Карина Пасиан — First Love - Ни-Йо — Year of the Gentleman - Джазмин Салливан — Fearless          | [ 10 ] |
| 2010 |         | Бейонсе · ( США)          | I Am... Sasha Fierce     | - Джейми Фокс — Intuition - Pleasure P — The Introduction of Marcus Cooper - Трей Сонгз — Ready - T-Pain — Three Ringz               | [ 11 ] |
| 2011 |         | Ашер · ( США)             | Raymond v. Raymond       | - Ар Келли — Untitled - Крис Браун — Graffiti - Райан Лесли — Transition - Жанель Монэ — The ArchAndroid                             | [ 12 ] |

↑  Ссылка на церемонию «Грэмми», прошедшую в этом году.